# Petrophila santafealis
Petrophila santafealis là một loài bướm đêm trong họ Crambidae.